# Политический конформизм
Политический конформизм — это лат. conformism (подобный, сходный) — это психологический феномен, который выражается в пассивном принятии существующего порядка, отсутствием собственных политических позиций и принципов, «слепым» подражанием любым политическим стереотипам поведения, господствующим в данной политической системе.
Как правило такое поведение вызвано давлением политической верхушки на человека или группу людей, приспособлением к её требованиям и её нормам, которое не всегда может быть осознано человеком, стереотипностью мышления группы, что в свою очередь вызвано непросвещённостью и заниженной самооценкой людей.

## История
Первыми ввели понятие С. Верба и Г. Алмонд, которые выделили «Подданническую политическую культуру» как один из трёх типов политической культуры. Общество с преобладанием подданнической культуры — это общество с оформившейся социально-классовой структурой, с уже свершившейся социальной стратификацией. Тем не менее, группы общества за исключением, может быть, управляющей, ещё не осознали собственных коренных интересов, не научились отстаивать их. Власть в таких государствах воспринимает народ простой общностью, не разделенной какими-то противоречащими интересами, сплоченной монолитно. Гражданин здесь — гарант справедливой раздачи благ общества. Он отстраненно относится к делам политики.
О конформизме в России стал говорить Жорж Морис Палеолог. Анализируя события Первой мировой войны, он пришёл к выводу, что русские люди особенно склонны «мгновенно верить неправдоподобно плохому о своих вчерашних кумирах, примыкать к мнению других под видом принятия самостоятельного решения». Политолог пришёл к выводу, что виной этому является конформность поведения граждан, вызванной страхом перед правительством.

## Последствия
Так как политический конформизм- это утрата человеком способности самовыражаться творчески, выражать своё мнение, последствия массового конформизма могут стать причиной кризиса в политике государства, политического застоя. Это в свою очередь может привести к экономическому кризису и отставанием в развитии государства. В связи с тем, что одной из причин феномена является стереотипное мышление, примером явления может стать период Косыгинских реформ, когда из — за его нестабильного положения в верхах, людям казалось, что его реформаторские идеи несерьёзны.
Отсутствие прочной опоры реформаторов, ненадежность общественных кругов в деле поддержки реформ, конформизм значительной части общества зачастую становятся причиной крушения реформ. Негативное общественное мнение, неготовность народа к восприятию реформ, политическое приспособленчество, которое характеризуется слепым подражанием новым политическим стереотипам поведения, господствующим в данный момент, могут приостановить ход преобразований. Только с высоты исторической ретроспективы общество начинает аплодировать подлинным реформаторам.
Как показывает история, успешность реформ и значимость того или иного политического деятеля не всегда очевидна современникам, конформизм которых и отказ поддержать в нужный момент того или иного политического деятеля могут серьёзно затормозить поступательное развитие страны.

## Критика
Так как это психологическое явление не осознаётся человеком, в обществе политический конформизм осуждается. Несмотря на это С. Верба и Г. Алмонд выделили плюсы данного феномена. Политический конформизм обеспечивает политическое равновесие и является лучшим инструментом развития страны. Если в основе своей граждане довольны режимом, то в государство развивается в своём темпе, как и должно. Если же существующая ситуация вызывает недовольства, то недовольными будут все. Так как в таком случае образуется оппозиционное общество, политический конформизм будет оппозиционным. При таком явлении чиновники сочтут нужным перейти на сторону граждан, чтобы набрать голоса. В следствие этого, общество добьётся своего, и государство перейдёт на новый этап развития.

## Роль в контексте науки, политики и общества
В науке это явление может помешать изучить предмет со всех сторон. Прежде всего это касается политических аналитиков, которые, в идеале, должны заявлять о своём мнении, чтобы прийти к логичному выводу своего анализа. Конформисты же избегают прямых высказываний и конкретных выводов.
В политике конформизм может проявляться в поведении чиновников, правителей. Такой тип сознания, действия и культуры не утрачен и в наш период времени — множество госслужащих сегодня с легкостью перемещаются из одной партии в иную, из одного учреждения государства в иное с надеждой обрести весомую должность.
В обществе этот феномен выражен особо. Так как потребности основной массы людей примерно одинаковы, и в основе своей люди не знают настоящих побуждений тех или иных кандидатов, ими очень легко манипулировать. Хватит всего эффектной фразы или красивой фотографии, чтобы положительно настроить избирателей. Провоцирует политический конформизм ещё и техника эмоционального резонанса. Эта техника применяется для создания общего эмоционального настроя. Например, наличие флагов и звучание гимна на параде Победы.

## В массовой культуре
Массовая культура отражает наличие политического конформизма в стране. К примеру, если он есть, то в СМИ не будет появляться агрессивных статей в адрес современной политической системы. Если же его нет, то СМИ выступит проводником негодований. СМИ- это отличный инструмент пропаганды.
С другой стороны СМИ — это регулируемый источник информации. Зачастую зрители не видят реальной картины мира. Это в свою очередь порождает конформизм.